# Аксёнов, Евгений Петрович
Евге́ний Петро́вич Аксёнов (1933—1995) — советский и российский астроном. Директор Государственного астрономического ин-та им. П. К. Штернберга МГУ (1977—1986 гг.). Председатель секции «Небесная механика» Астрономического совета АН СССР с 1978 года.

## Биография
Родился в посёлке Побединка Скопинского района Рязанской области, окончил астрономическое отделение механико-математического факультета МГУ в 1957 году, после чего — аспирантуру там же. С 1960 года работал в ГАИШ (в 1973−1977 годах — заместитель директора, в 1977−1986 годах — директор). С 1970 года — профессор МГУ.
Основные труды в области небесной механики. Построил наиболее полную аналитическую теорию движения искусственных спутников Земли, основанную на некеплеровской промежуточной орбите. На базе этой теории под его руководством разработана методика и создана вычислительная программа определения элементов орбит искусственных спутников Земли по высокоточным фотографическим, лазерным и доплеровским наблюдениям. Доказал существование нескольких новых классов периодических орбит в круговой ограниченной задаче трёх тел. Подробно исследовал двукратно осреднённую плоскую эллиптическую ограниченную задачу трёх тел. Совместно с Е. А. Гребениковым и В. Г. Дёминым выполнил цикл работ по исследованию обобщённой задачи двух неподвижных центров и получил общее решение этой задачи, провёл качественное исследование всех типов движения, рассмотрел их устойчивость. Автор монографии «Теория движения искусственных спутников Земли» (1977).
Умер в 1995 году. Похоронен на Хованском кладбище.
- Дочь — Аксенова Елена Евгеньевна (1961 г.р.), преподаватель русского языка и литературы[2].
- Зять — Герасимов Игорь Анатольевич (1952—2005), специалист в области небесной механики и астрофизики[3].
- Внук — Герасимов Николай Игоревич (1987 г.р.), кандидат философских наук, ведущий научный сотрудник Дома русского зарубежья им. А. Солженицына. Специалист в области истории русской философии и истории анархизма[4].

## Избранные труды
1. Гребеников Е. А., Абалакин В. К., Аксёнов Е. П., Дёмин В. Г., Рябов Ю. А. Справочное руководство по небесной механике и астродинамике. М.: Наука, 1971, 600с.
2. Гребеников Е. А., Абалакин В. К., Аксёнов Е. П., Дёмин В. Г., Рябов Ю. А. Справочное руководство по небесной механике и астродинамике. Изд. II, дополн. и переработ. М.: Наука, 1976, 850с.

## Премии и награды, признание
- Лауреат Государственной премии СССР (1971).
- В честь Е. П. Аксёнова назван астероид (4777) Аксёнов, открытый в 1976 году советским астрономом Н. С. Черных (1997).